# 고지자기학

새로운 해양 지각이 형성되며 양쪽 방향으로 발산되고 암석은 자성을 띠게 된다. (a) 약 500만년 전 (b) 약 200만년 전 (c) 현재의 모습을 보여준다.

고지자기학(古地磁氣學, Paleomagnetism)은 지구의 표층에 분포하는 암석의 자연잔류자화를 이용하여 지구의 과거 상태를 탐구하는 학문이다. 자성광물을 포함한 암석은 퀴리 온도 이상이 되면 자성을 잃어버리게 되는데, 그 뒤 퀴리 온도 아래로 냉각되면 그 당시의 지구 자기장(磁氣場)의 방향을 따라 자화된다. 따라서 암석에 남아 있는 잔류자기의 기록으로부터 얻을 수 있는 정보를 바탕으로 과거의 지구 자기장과 지각판의 과거 위치에 대한 것을 연구할 수 있다. 고지자기학은 암석 자성의 발전에 큰 역할을 하였고, 이는 자성의 새로운 응용의 기초 발판의 시작점이 되었다.

## 고지자기 역사
자성은 선사 시대부터 알려져 있었지만 상대적으로 지구 분야에 대한 지식은 천천히 발전하여 지구 필드의 수평 방향은 4세기에, 강도는 1791년에 측정되었다. 윌리엄 길버트가 출판한 'de Magnegte' 책에 나와 있는 그의 실험은 현대의 이론과 가장 비슷하게 지구 자체가 큰 자석이라고 주장했다. 번개는 종종 표면 암석을 자화시키는데, 18세기 초 나침반 바늘이 농작물 근처의 강한 자성을 가진 쪽으로 이탈했다는 사실을 1797년 폰 홈벌트는 번개 때문에 나타난 현상이라고 주장하였다. 그러나 19세기에 암석의 자기화 방향에 대한 연구로 일부 용암에서 지구의 자기장과 평행하게 자화된다는 것이 밝혀졌으며 20세기 초, David, Brunhes, Mercanton의 연구에서는 많은 바위들이 들판과 평행하게 자화되었다는 사실을 알아내었다.

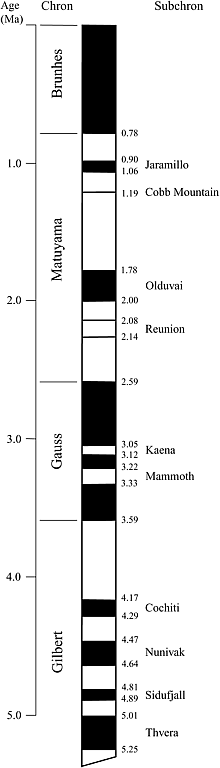
고지자기의 역전을 보여주는 사진. 검은색은 정자기를, 흰색은 역자기를 나타낸다.

## 지자기 역전
지구의 자기장 극성은 주기적으로 역전된다. 즉 북자극이 남자극이 되고 남자극이 북자극으로 바뀌는 것인데, 이렇게 극성이 역전될 때 형성된 암석은 기존 방향의 반대 극성으로 자화된다. 현재와 같은 자성을 보이면 정자기, 역전되어 반대된 자성을 보이면 역자기라고 표현한다. 고지자기 역전 주기의 특징은 아직 밝혀지지 않았으며, 불규칙한 간격으로 일어나고 있다.
용암과 퇴적물로부터 특정 지역의 한 시기에 자화된 정상극성 또는 역전극성을 가지는 암석의 자기장이 다른 지역에서 발견된 동시대 암석의 자기장과 일치함의 성질은 지구 자기장이 실제로 역전되었음을 밝히는 증거가 되었다. 자기역전의 개념이 확립된 이후, 방사성 연대 측정기술을 이용하여 여러 용암과 퇴적물의 자기극을 측정하였고, 지자기 시간척도를 확립할 수 있었다.

### 열잔류자화
현무암과 다른 화성암의 산화철 티타늄 광물은 암석이 그 광물의 퀴리온도를 통해 냉각될 때 지구의 자기장 방향을 보존할 수 있다. 자석의 퀴리온도는 580 °C이며, 대부분의 현무암과 반려암은 900 °C 이하의 온도에서 완전히 결정화된다. 따라서, 광물 알갱이는 지구의 자기장에 맞추어 물리적으로 회전하지 않고, 오히려 그 자기장의 방향을 기록할 수 있다. 이렇게 보존된 기록은 열잔류자화(TRM)라고 불리는데, 결정화 후 화성암이 냉각되면서 복잡한 산화반응이 일어날 수 있기 때문에 지구 자기장의 방향이 항상 정확하게 기록되는 것도 아니며, 기록이 반드시 유지되어야 하는 것도 아니다. 그럼에도 불구하고, 그 기록은 판구조론과 관련된 해저 확산 이론의 개발에 중요할 만큼 바다 지각의 기저부에 잘 보존되어 있다. TRM은 또한 제도용 가마솥, 난로, 불에 탄 어도비 건물에도 기록될 수 있다. 고고학 재료의 보다 강력한 자기화에 대한 연구에 기초한 학문을 고고자성 연대 측정이라고 한다.

### 퇴적잔류자화
완전히 다른 과정에서, 침전물에 있는 자기 알갱이들은 침전 중에 또는 침전 직후에 자기장과 정렬할 수 있다; 이것은 퇴적 잔류자화(DRM)라고 알려져 있다. 만약 알갱이가 침전될 때 자화가 획득되면, 그 결과는 퇴적 잔류 자화(dDRM)가 된다. 침전 직후에 획득되는 경우, 이것은 후퇴적 잔류자화(pDRM)이다.

### 화학잔류자화
세 번째 과정에서는, 자석 알갱이가 화학 반응 중에 자라고, 형성 당시 자기장의 방향을 기록한다. 이 자기장은 화학 물질 잔류 자화(CRM)에 의해 기록된다고 한다. 화학 물질 잔류 자화의 일반적인 형태는 또 다른 산화 철인 광물 적철석에 의해 유지된다. 적철석은 자철석을 포함한 암석의 다른 미네랄의 화학적 산화 반응을 통해 형성된다. 퇴적암 발생 시 형성된 적철석 때문에 적색층과 쇄설성 퇴적암(사암 등)이 붉다. 적색층의 CRM 사인은 상당히 유용할 수 있으며 지자기층서학 연구에서 일반적인 표적이 된다.

### 등온잔류자화
고정된 온도에서 획득되는 잔류자기를 등온잔류자화(IRM)라고 한다. 이러한 종류의 잔류자기는 고지자기에는 유용하지 않지만 번개의 결과로 획득할 수 있다. 번개 유도 잔존 자화는 센티미터의 눈금에 걸쳐 높은 강도와 빠른 방향의 변화에 의해 구별될 수 있다.
IRM은 종종 강철 코어 배럴의 자기장에 의해 드릴 코어에 유도된다. 이 오염물질은 일반적으로 배럴과 평행하며, 대부분 약 400 °C까지 가열하거나 작은 교번 자장에서 자성을 제거함으로써 제거할 수 있다.
실험실에서 IRM은 다양한 강도의 필드를 적용하여 유도되며 암석 자성에 많은 용도로 사용된다.

### 점성 잔류 자화
점성 잔류 자화는 한동안 자기장에 앉아 강자성 물질에 의해 획득되는 잔류자기이다. 암석에서, 이 잔류자기는 일반적으로 현대 자기장의 방향으로 정렬되며 점성 잔류 자화인 암석의 전체 자화의 분수는 자기 광물학에 의존한다.

## 고지자기 시술
육지에서 샘플 수집해저에서 가장 오래된 바위는 200 mya로, 38억 년 전의 가장 오래된 대륙 바위와 비교하면 얼마 안 됐다. 200mya를 초과하는 고지자기 데이터를 수집하기 위해 과학자들은 지구의 고대 필드 방향을 재구성 하려고 육지에서 자석 결합 샘플을 사용한다. 많은 지질학자들과 마찬가지로 고생물학자들은 암석의 층이 노출되기 때문에 노두(암석이나 지층이 지표에 직접적으로 드러난 곳)쪽으로 몰려든다. 도로 절단은 노두의 편리한 인공 원천이다.
그리고 모든 곳에, 이 마일 길이의 반인 도로 절단면을 따라, 작고 깔끔한 구멍들이 있다. 그 구멍들은 굴뚝새와 보라색 제비를 위한 곳으로 보인다.
샘플링의 두 가지 주요 목표가 있다.
1. 정확한 방향으로 샘플을 검색하고,
2. 통계적 불확실성을 줄인다.
첫 번째 목표를 달성하는 한 가지 방법은 다이아몬드 비트로 기울어진 파이프가있는 암석 코링 드릴을 사용하는 것이다. 하지만 드릴은 일부 바위 주변의 원통형 공간을 잘라 이것은 지저분할 수 있다 - 드릴은 물로 냉각되어야하며, 결과는 구멍에서 진흙이 분출 된다. 이 공간에 나침반과 경사계가 부착된 다른 파이프를 삽입한다. 이러한 방법은 방향을 제공하지만 이 장치를 제거하기 전에 샘플에 흠집이 생긴다. 또한 샘플이 분리되면 명확성을 높이기 위해 흠집이 더 생길 수 있다.

## 응용
고지자기 증거, 전환과 극 이동 데이터 모두, 1960년대와 1970년대에 대륙 이동설과 판구조론의 이론을 확인하는 데 도움이되었다. 테라인의 역사를 재구성하기 위한 고지자기 증거의 일부 응용은 논쟁을 불러 일으켰다. 고지자기의 증거는 암석과 공정의 가능한 시대를 제약하고 지각 일부의 변형 이력을 재구성하는 데에도 사용된다.
전환 자기 분석은 종종 화석과 호미닌유적이 있는 부위의 나이를 추정하는 데 사용된다. 반대로, 알려진 시대의 화석의 경우, 고지자기 데이터는 화석이 놓여진 위도를 고칠 수 있고 이러한 고지자기는 퇴적당시 지질학적 환경에 대한 정보를 제공한다.
고지자기 연구는 자기 기록이 보존되는 암석의 절대 연령을 결정하는 지질학적방법과 결합된다. 현무암과같은 화성암의 경우 일반적으로 사용되는 방법은 칼륨 – 아르곤과  아르곤 – 아르곤 지질연대학을 포함한다.
뉴질랜드의 과학자들은 마오리족이 음식을 요리하기 위해 사용하는 700-800년 된 증기 오븐 또는 마오리족 전통 요리 항이를 연구함으로써 지구의 과거 자기장 변화를 알아낼 수 있다는 것을 발견했다.

## 참고 문헌
- Frederick K. Lutgens · Edward J. Tarbuck ,김경렬외 5인 역,《지구시스템의 이해》, 박학사, 2009
- W. Jacquelyne, Kious; Robert I., Tiling (2001) <Developing the theory>
- 오필석 외 <지구과학Ⅰ> 천재교육 18-19쪽
- History of geomagnetism
- William Gilbert <de Magnegte>
- Glen, William (1982)
- McElhinny Michael W:; McFadden, Phillip L. (2000). Paleomagnetism: Continents and Oceans